# Třesovice
Třesovice település Csehországban, a Hradec Králové-i járásban. Třesovice Nechanice, Mokrovousy, Všestary és Střezetice településekkel határos. Lakosainak száma 276 fő (2024. január 1.).

## Népesség
A település lakosságának változását az alábbi diagram mutatja:
| Lakosok száma | 657  | 684  | 563  | 415  | 322  | 235  | 251  | 259  | 272  | 276  |
|               | 1869 | 1890 | 1921 | 1950 | 1980 | 2001 | 2017 | 2019 | 2022 | 2024 |